# Pseudogyrtona octosema
Pseudogyrtona octosema là một loài bướm đêm trong họ Noctuidae.